# Economia de Natal (Rio Grande do Norte)

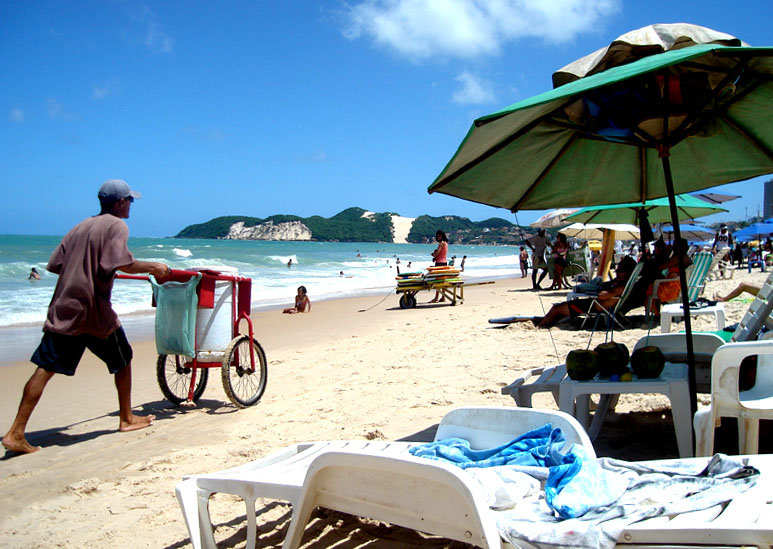
Praia de Ponta Negra (ao fundo o Morro do Careca).

A Economia de Natal tem sua maior receita (sendo o PIB gerado em 2005 era de 7.038.816 mil reais e o PIB per capita, de 9.047 reais, o maior do Rio Grande do Norte) gerada principalmente pelo turismo nacional e internacional, com diversas atividades que dependem deste setor, na indústria têxtil, e pelo comércio. A Praia de Ponta Negra (e o Morro do Careca nela) é a principal rota turística da capital potiguar e do estado. Também destaca-se pelo turismo a praia de Genipabu. Na indústria têxtil destacam-se as várias fábricas espalhadas pela Grande Natal (como a da Coteminas e do Grupo Guararapes por exemplo).
No comércio, Natal é sede da segunda maior rede de lojas de departamento do Brasil, as Lojas Riachuelo (que pertence ao Grupo Guararapes) e, além disso, tem um shopping center do mesmo grupo, o Midway Mall, um dos maiores do Brasil.
Na cidade existem vários shoppings centers; além do Midway, existe o Natal Shopping (da Ancar Ivanhoe), Partage Norte Shopping (Do grupo Partage) e o Praia Shopping (filiado à Associação Brasileira de Shopping Centers — ABRASCE), entre outros.
Destes, entre 2019 a 2022, houve uma crescente expansão e mudança na infra estrutura dos shoppings, atraindo outras atividades de lazer e demais lojas e serviços. Destaca-se a expansão do Partage Norte Shopping finalizada em 2021 , a construção do Alpendre, espaço de convivência ao ar livre no Natal Shopping, que conta com 2.200m², espaço conta com Praça das Jabuticabeiras, operações gastronômicas, parquinho para crianças, palcos para pocket shows e anexo petfriendly, o Auaupendre.
Quando se fala de supermercado a cidade está bem servida: redes nacionais como Carrefour (duas unidades), Sams Club, Pão de Açúcar (supermercado brasileiro), a principal rede local, o Nordestão (supermercado) e, principalmente, os conhecidos atacarejos, que vendem em atacado e varejo, como o Atacadão (3 unidades na capital e uma na região metropolitana), Assaí Atacadista (duas unidades no município e duas na região metropolitana nas proximidades), Superfácil Atacado, Mar vermelho, Mineirão Atacarejo, dentre outros. 
Possui também um bairro de comércio popular, o bairro Alecrim e diversos comércios regionais de pequeno e médio porte em outros bairros da cidade.
Embora a construção civil tenha passado por um momento de retração e por déficit de lançamentos, a expectativa é grande com a recente aprovação do plano diretor em 2022, cujos investimentos previstos já superam 1 bilhão, com as novas regras que atrairam outros investimentos em regiões que não tinham a liberdade.
O setor de telemarketing também é um forte gerador de empregos na região, contando com duas unidades da Teleperformance e um contact center da Grupo Guararapes (atendendo Riachuelo, Midway Financeira).
Na parte "festeira" da capital, destaca-se o Carnatal - o maior bloco de rua do planeta segundo o Guiness Book - que atrai milhares de turistas, além do Mada, festival de rock. Além disso, Natal possui várias belezas naturais, seja exacerbada em suas praias, seja exacerbada na própria cidade - que é cortada por um rio. A capital possui a Fortaleza dos Reis Magos - marco inicial da cidade - que atrai centenas de natalenses; possui ainda o famoso Teatro Alberto Maranhão; uma reserva ambiental - o Parque das Dunas. Além disso, outra reserva está sendo construída, o Parque da Cidade Dom Nivaldo Monte e o Pórtico dos Reis Magos que dá boas vindas a quem chega a cidade.
A rede hoteleira da cidade é muito bem desenvolvida, com vários hotéis, bares, restaurantes e pousadas. Desde 2013 o Aeroporto Internacional de Natal, tem sido um importante equipamento para receber o fluxo turístico.